# Заговор Шаолиня
«За́говор Шаоли́ня» или «Шаоли́ньский за́говор» (англ. The Shaolin Plot, кит. трад. 四大門派, упр. 四大门派, палл. Сы да мэнь пай, буквально: «Четыре великих школы») — гонконгский фильм с боевыми искусствами Хуан Фэна. В главных ролях Чэнь Син и Джеймс Тянь. Премьера в Гонконге — 7 апреля 1977 года. Фильм основан на рассказе Ни Куана. Наиболее коммерчески успешная режиссёрская постановка Хуан Фэна.

## Сюжет
Принц Дагулунь — мастер боевых искусств. Он планирует подчинить себе все школы боевых искусств любой ценой. Сначала он посылает тибетского мастера Золотые Тарелки в школу Куньлунь, чтобы добыть руководство по боевым искусствам от главного Гу Чжэньфэна. Тем не менее Чжэньфэн отказывается, проигрывает бой и погибает. Его сыну, Сяоху, удаётся бежать с руководством. Его спасает мастер Пу Хуэй. Тибетский мастер травмирует Пу Хуэя, и руководство не удаётся сберечь. Теперь Дагулунь хочет заполучить секретные книги из храма Шаолинь. Поэтому он маскируется и попадает в храм в качестве ученика. Сяоху случайно узнаёт о заговоре принца. Пу Хуэй посылает Сяоху в Шаолинь, чтобы предупредить монахов. Планы Дагулуня рушатся, из-за чего он похищает главного настоятеля и держит его в плену у себя во дворце. Принц требует книги взамен настоятеля. Сяоху с монахами штурмует резиденцию принца. Благодаря двум лучшим ученикам Шаолиня Сяоху удаётся устранить принца и спасти настоятеля.

## В ролях
- Чэнь Син — принц Дагулунь
- Джеймс Тянь — Гу Сяоху
- Казанова Вон[англ.] — монах-воин
- Гуань Шань — Гу Чжэньфэн
- Ван Ся[фр.] — Ху Линь
- Цзинь Ган — Пу Хуэй
- Саммо Хун — мастер Золотые Тарелки
- Квон Ён Мун — монах-воин
- Хуан Фэн[англ.] — главный настоятель
- Юань Сэнь — настоятель
- Хон Сон Джун — Фу Юань

Среди актёров, которые на момент премьеры фильма не были достаточно знаменитыми, но впоследствии стали заметными фигурами в кинематографе, сыгравших эпизодические роли, и не указанных в титрах, можно отметить следующих:
- Ман Хой[англ.] исполнил роль нищего-убийцы
- Ям Сайкунь[кит.] и Фун Хакъон появились в качестве бандитов
- Марс, Остин Вай[кит.] и Элтон Чон[англ.] сыграли монахов
- Стивен Тун[кит.], Лам Чинъин и Юнь Ва[англ.] «засветились» в роли солдат
- Юань Бяо был бойцом в школе боевых искусств

## Съёмочная группа
- Компания: Golden Harvest
- Исполнительный продюсер: Рэймонд Чоу
- Режиссёр и сценарист: Хуан Фэн
- Ассистент режиссёра: Чён Кинпо
- Монтажёр: Питер Чён
- Гримёр: Чань Куокхун
- Постановка боёв: Саммо Хун
- Художник: Лэй Чим
- Оператор: Ли Ютан
- Композитор: У Дацзян[кит.]
- Дизайнер по костюмам: Чю Синхэй

## Кассовые сборы
Во время кинотеатрального проката в Гонконге с 7 по 19 апреля 1977 года фильм заработал 1 243 297,5 гонконгских долларов и тем самым занял 28-е место по сборам по итогам года.

## Оценки
Кинокритик Борис Хохлов оценил фильм в четыре звезды из пяти возможных. Эндрю Сароч с ресурса Far East Films поставил картине такую же оценку.

## Издание на DVD
19 августа 2014 года компания Shout! Factory выпустила фильм на DVD в США и Канаде. Издание под названием Martial Arts Movie Marathon: Vol. 2 включает в себя ещё три кинокартины. Фильм имеет английскую и китайскую звуковые дорожки, а также английские субтитры.